# Пекканен, Эмиль
Эми́ль Пе́кканен (фин. Emil Pekkanen) (21 июня (3 июля) 1894, Санкт-Петербургская губерния, Российская империя — 18.11.1962, Хельсинки, Финляндия) — офицер российской и финской армии, командир Западно-Ингерманландского полка во время Гражданской войны в России, командир 3-го соплеменного батальона Сил обороны Финляндии во время Советско-финской войны (1941—1944), начальник лагеря военнопленных № 2 в Наараярви.

## Биография
Ингерманландец. Родился 21 июня 1884 года в деревне Бобыльская Стародеревенской волости Санкт-Петербургского уезда Санкт-Петербургской губернии (совр. исторический район Лахта в Санкт-Петербурге). Его родителями были крестьянин Иоанн (Йоханнес) Давидович Пекканен (Pekkanen) и Каролина Михайловна, урождённая Культа (Kulta), оба лютеранского вероисповедания. Был крещён 29 июня 1884 года на дому комминистрантом финской церкви Святой Марии Ф. Ф. Реландером, ставшим позднее первым епископом Евангелическо-лютеранской церкви Ингрии.

### 1910-е—1930-е годы
1 мая 1916 года окончил Виленское пехотное училище, эвакуированное в Полтаву, с производством в прапорщики и с зачислением по армейской пехоте, со старшинством с 1 октября 1915 года. 
24 мая 1917 года Эмиль Пекканен был определён в чине подпоручика во вновь сформированный в январе того же года 731-й пехотный Комаровский полк 183-й пехотной дивизии 5-й армии Северного фронта, где числился до 15 декабря 1917 года.
Октябрьскую революцию не принял. Участвовал добровольцем в Гражданской войне в Финляндии на стороне белых. В 1918 году Эмиль Пекканен воевал в составе 1-го Карельского полка под командованием майора Юрьё Эльфенгрена, в котором с 28 марта 1918 года в звании лейтенанта занимал должность командира 2-го пехотного батальона. Участвовал в битве при Рауту (20.02.1918—05.04.1918) (близ совр. Сосново).
Затем, в конце 1918 — начале 1919 года, в звании капитана участвовал в Эстонской освободительной войне в составе 1-го финского добровольческого корпуса и полка финских добровольцев Сыновья Севера.
В апреле — мае 1919 года по соглашению между эстонским правительством и Временным комитетом управления Ингерманландии для борьбы против установления Советской власти в западной части Петроградской губернии из ингерманландских добровольцев в составе Народной армии Эстонии был сформирован Западно-Ингерманландский полк. Полк участвовал в боевых действиях на южном побережье Финского залива в ходе весенне-летнего наступления Северного корпуса под командованием А. П. Родзянко и осеннего наступления Северо-Западной армии генерала Н. Н. Юденича на Петроград. С июня 1919 по июнь 1920 года капитан Эмиль Пекканен занимал должность командира Западно-Ингерманландского полка. Полк был расформирован в июле 1920 года.
В 1923 году окончил Хельсинкский университет, юридический факультет. Магистр права. Проживал в Хельсинки. Работал помощником (заместителем) окружного судьи (фин. varatuomari). В 1934 году, на этапе основания организации, являлся членом правления Союза ингерманландцев Финляндии (Inkeriläisten yhdistys), позднее переименованного в Ингерманландский союз Финляндии (Suomen Inkeri-liitto). До войны занимал должность старшего правительственного секретаря в Министерстве финансов Финляндии.

### 3-й соплеменный батальон
Во время Советско-финской войны (1941—1944) Эмиль Пекканен служил на различных должностях в чине капитана, а затем майора юридической службы финской армии (военный юрист). 
С 21 октября 1941 по 10 октября 1942 года он занимал должность окружного инспектора лагеря для военнопленных № 6 в Выборге. 11 октября 1942 года Эмиль Пекканен был назначен заместителем начальника лагеря для военнопленных «родственных народов» № 21 в местечке Ахолахти (фин. Aholahti) волости Сяяминки, близ города Савонлинна (совр. Центр лыжного спорта «Ахолахти»), где получил приказ сформировать из советских военнопленных прибалтийско-финских национальностей добровольческий батальон. В батальон подбирались люди на добровольной основе, внушающие доверие, понимающие финский язык, а также физически и по всем другим показателям отвечающие армейским требованиям, но не служившие в Красной армии на старших офицерских должностях, те кто не были политработниками, бывшими «красными финнами» или членами ВКП(б). В награду за вступление в батальон добровольцам было обещано финское гражданство после окончания войны.
Батальон был сформирован 12 ноября 1942 года и получил наименование 3-й соплеменный батальон. 16 ноября 1942 года капитан Эмиль Пекканен был назначен его командиром. Немаловажным обстоятельством этого назначения было то, что он владел финским, ингерманландским финским и русским языками, так как батальон состоял из олонецких, тверских и беломорских карел, а также ингерманландцев и вепсов. В него также входили финляндские, сибирские и американские финны, один шведский финн, а также один эстонец и один саам. C ноября 1942-го по февраль 1943 года личный состав подчинённого ему батальона занимался строевой, боевой и тактической подготовкой. Численность батальона к концу периода его формирования составляла 1070 человек, в основном карелов (56,8 %) и ингерманландцев (39,5 %).
29 января 1943 года Эмиль Пекканен оставил должность командира 3-го соплеменного батальона и передал дела майору Пааво Пьёккимиесу, под командованием которого батальон принимал участие в боевых действиях на Карельском перешейке. 1 февраля 1943 года Эмиль Пекканен оставил должность заместителя начальника лагеря для военнопленных № 21.

### Лагерь для военнопленных Наараярви
В мае 1943 года майор Эмиль Пекканен был назначен на должность начальника лагеря для военнопленных Наараярви (распределительный лагерь военнопленных № 2), расположенного близ посёлка Пиексямяки. В задачи лагеря входило содержание военнопленных в карантине, составление списков военнопленных, их распределение и допрос. Далее военнопленные переправлялись в специализированные лагеря.
Строительство лагеря в Наараярви началось в 1941 году и за три года через него прошло около 10 000 военнопленных. До назначения Э. Пекканена уровень смертности в лагере был самым высоким в Финляндии. Особенно высокой смертность была в первую зиму 1941—1942 года по причине нехватки тёплой одежды, продовольствия и эпидемии сыпного тифа, а также по причине того, что часть узников была убита охранниками. Согласно справке посольства Российской Федерации в Финляндии, за всё время существования лагеря в нём погибли 2752 советских военнопленных или около 15% из более чем 22 000 умерших в финском плену. При этом, до прихода на должность коменданта лагеря Эмиля Пекканена погиб 2741 советский военнопленный, а за время его нахождения на должности — только 11 (по другим данным: 2730 и 20 человек).
Новый начальник лагеря знал о его репутации. За месяц до прибытия в Наараярви Эмиль Пекканен представил в Генеральный штаб результаты расследования жестокости и произвола охранников по отношению к военнопленным. В докладе, который он подготовил совместно с генерал-майором Селимом Исаксоном, описывались убийства охранниками военнопленных и поддельные докладные о происшествиях, использовавшиеся для сокрытия этих убийств. В своём докладе Э. Пекканен отмечал несоответствие между приказами лагерного начальства и международными соглашениями, касающимися военнопленных: «мне приходилось читать приказы, например, о том, что обращение с заключенными должно быть крайне суровым, что непокорных заключенных следует немедленно казнить на рабочем месте, что агитаторов следует безжалостно устранять, что заключенного можно расстрелять, если он будет вести себя угрожающе и т. д. Такие приказы отдавались высшим руководством или, по крайней мере, от его имени». Особо, в расследовании Пекканена, выделялось имя одного из офицеров связи 4-го армейского корпуса — лейтенанта Ээро Неро. Он обвинялся в преднамеренном расстреле не менее 51 военнопленного. Однако на основании сфабрикованных медицинских заключений, в которых утверждалось, что Неро совершал преступления в невменяемом состоянии, начальник Генерального штаба генерал Эрик Хейнрикс приказал освободить Неро, задержанного для допроса. Ввиду того, что расследование дела Неро могло нанести ущерб репутации армии, генерал Эрик Хейнрикс и начальник Управления по делам военнопленных Организационного отдела Генерального штаба полковник Суло Мальм оставили доклад Пекканена у себя и не передали, как он требовал, дело Неро в военный суд.
Эмиль Пекканен официально вступил в должность начальника лагеря Наараярви 5 июня 1943 года. Первым его решением на новой должности стало увеличение продовольственных пайков для заключенных, потому что «паёк, выдаваемый заключенным, был недостаточным, хлеб часто давали заплесневелый, а картофель вообще был непригоден для употребления в пищу. Тюремные больницы были переполнены заключенными, страдающими от болезней, вызванных недоеданием или некомпетентностью». Кроме того он обвинил компании Oinonniemi Oy, Petko Oy и Puuhiili Oy в жестокой эксплуатации военнопленных, так как, по его мнению, целью компаний, использующих труд военнопленных, было максимизировать прибыль, не заботясь о их жизни. Эмиль Пекканен был шокирован произволом охраны, который описывал следующим образом: «Не проходило и дня, чтобы заключенные не подвергались произвольным избиениям или иным видам насилия. В ход шли палки… и кулаки, особенно по утрам, когда заключенных отправляли на работу, и во время еды». Выступавший против насилия, он был убежден, что с советскими военнопленными следует обращаться справедливо: «В противном случае заключенные, которых иногда отпускают на свободу, даже за пределами нашей страны рассказывают об обращении, которое не соответствует достоинству нашей цивилизованной страны, не говоря уже о чем-либо другом».
Деятельность Пекканена стала объектом пристального внимания его подчинённых практически сразу после того, как он занял должность коменданта лагеря. Лагерная охрана посчитала, что Пекканен неправильно относится к заключённым. Его гуманное отношение к ним и жёсткая установка на соблюдение международных соглашений, касающихся военнопленных, настроили охранников против него. Подотдел сил обороны в Миккели подверг майора Пекканена критике за настолько мягкое обращение с военнопленными, что они называли его «отцом». Эту расслабленную атмосферу, по мнению вышестоящего руководства, следовало «милитаризировать».
В сентябре 1943 года на концерте, организованном в лагере для военнопленных, произошел инцидент. Из докладной офицера лагерной охраны Фредерика Хитолы: «Когда я оказался за занавеской учебного барака, то услышал громкий смех из зала. Заглянув в него, увидел двух женщин-военнопленных, стоящих посреди зала, одна из которых была в цилиндре и зеленоватой куртке, с красным крестом на рукаве, и она говорила громким голосом: Я представитель Красного Креста и несу вам посылки, в то же время я объявляю, что война скоро закончится, и вы сможете вернуться домой в Советскую Россию». Второй офицер охраны Антти Хуурто сказал, что слышал имя Гитлера, а военнопленная женщина, упомянула имя Густава Маннергейма, сделав при этом жест правой рукой, показывающий, что она перерезает ему горло. Эту военнопленную звали Линда Фрейдаль, она попала в плен в июле 1941 года, и в лагере её уже несколько раз наказывали палками и плетьми. Эмиль Пекканен прибыл на концерт после инцидента. Когда он выслушал доклад о происшествии, то сказал, что не может найти подходящую статью уголовного кодекса для наказания Линды Фрейдаль. Он расценил её выступление как шутку и приговорил к шести дням ареста. Свои действия он объяснил тем, что в случае сурового наказания у военнопленных может сложиться впечатление, что их речей боятся.
Из-за своего гуманного подхода Эмиль Пекканен нажил себе врагов. Несколько офицеров пригрозили подать рапорт о переводе в лагеря, где охране разрешалось содержать заключенных «в дисциплине». В октябре 1943 года они написали докладную на коменданта, где сообщалось, что Пекканен использовал советского военнопленного в качестве помощника во время поездок на охоту и выделил ему в пользование дробовик. По этому поводу был допрошен военнопленный Иван Костин, стоматолог по гражданской профессии, который сообщил, что действительно четыре раза охотился с Пекканеном на тетеревов и получил от него ружьё. По мнению противников Пекканена, поездки с военнопленным на охоту и передача ему оружия были веским доводом для отставки с поста коменданта лагеря. В ноябре 1943 года начальник Управления по делам военнопленных Организационного отдела Генерального штаба полковник Суло Мальм приказал немедленно освободить майора Пекканена от должности коменданта лагеря № 2. Эмиль Пекканен был освобождён от должности начальника лагеря 5 ноября 1943 года.
Майор Пекканен посчитал, что его отстранили от командования без уважительной причины. Он заподозрил, что за его спиной существует заговор и подал жалобу на полковника Суло Мальма, которую направил непосредственно Верховному главнокомандующему Силами обороны Маннергейму и начальнику Генерального штаба Эрику Хейнриксу. В жалобе он указал, что охрана лагеря совершала грубые акты насилия в отношении советских военнопленных. Ответа не получил. Тогда Пекканен написал новую жалобу, в ответ на которую обвиняемый, полковник Суло Мальм, приговорил майора Пекканена к десяти суткам ареста, причиной которого назвал неподчинение непосредственному начальнику. Однако Пекканен посчитал, что действовал в полном соответствии с военными уставами и находясь под арестом в главном караульном помещении написал ещё одну жалобу — парламентскому омбудсмену о своем незаконном заключении и потребовал, чтобы его освободили как можно скорее.
В своих жалобах Эмиль Пекканен описал множественные проступки финских офицеров, в том числе подполковника инженерных войск 4-го армейского корпуса Матти Ойнонена и лейтенанта 4-го армейского корпуса Ээро Неро, которые соответствовали критериям военных преступлений. Вот некоторые из них. Двое военнопленных были расстреляны Ээро Неро, потому что поспорили, кому достанется лопата меньшего размера. Зимой 1942 года, когда в сильные морозы военнопленных использовали для расчистки дорог от снега, около 50 из них замерзли насмерть, ещё примерно 30 — сильно обморозились. Вместо лечения Ойнонен решил отправить 14 обмороженных военнопленных в Райяйоки «топтаться» на минах на нейтральной полосе, где они и погибли. У оставшихся из-за отсутствия лечения обморожения начали нарывать. Когда вонь от нарывов стала невыносимой, Ойнонен решил их всех расстрелять. По его приказу была вырыта братская могила, заключенных подтащили на санях к могиле и расстреляли в ней. Казнь проводил Ээро Неро с помощниками.
Обвинения Пекканена заставили парламентского омбудсмена Эско Хаккилу потребовать объяснений от Генштаба, что было немедленно доведено до сведения главнокомандующего. Полковник Мальм и начальник Генерального штаба Хейнрикс в январе 1944 года в заявлении омбудсмену решительно отвергли все обвинения. Они оправдывали жестокие действия охранников тем, что в большинстве случаев они были «физически или психически неполноценными» и постоянно находились в глуши с «апатичными и зачастую озверевшими военнопленными». Хайнрихс и Мальм были вынуждены признать, что охранники виновны в жестоком обращении с военнопленными и в их убийствах, но посчитали жалобу Пекканена опасной для финского государства, поскольку она «напоминала советскую пропаганду». Маннергейм тоже получил жалобы Пекканена, но отклонил их. Парламентский омбудсмен также не увидел причин для дальнейших действий. Все опасались социальных последствий жалобы.
После подписания перемирия с Советским Союзом в сентябре 1944 года Хейнрикс и Мальм уничтожили документы доклада Пекканена, чтобы помешать расследованию описанных им военных преступлений. Ээро Неро бежал в Швецию, но его экстрадировали в 1946 году, обвинили в убийстве в общей сложности 51 военнопленного и приговорили к пожизненному заключению, из которого он отсидел 12 лет в тюрьме Риихимяки. Ойнонен получил наказание в виде 11 лет и четырех месяцев заключения. Рядовые охранники были осуждены военным судом к небольшим срокам. Полковника Мальма в 1947 году Верховный суд приговорил к штрафу за уничтожение документов лагеря Наараярви. Начальник Генерального штаба Хейнрикс к ответственности привлечён не был.

### Послевоенное время
В январе 1945 года, когда Эмиль Пекканен вернулся к гражданской службе, его прежняя должность старшего правительственного секретаря Министерства финансов внезапно была упразднена. Он был отправлен в отставку с выплатой выходного пособия после того, как отказался от соглашения, согласно которому ему предоставлялась должность младшего правительственного секретаря.
Шесть лет он не оставлял попыток добиться отмены несправедливого увольнения. 29 июня 1951 года Эмиль Пекканен объявил голодовку, которую намеревался продолжать до тех пор, пока не выиграет дело или не умрёт. Эта новость оставалась на первых полосах финских газет в течение нескольких недель, так как подобная форма протеста в Финляндии была редкостью. Он также направил заявление на имя президента Ю. К. Паасикиви, которое было рассмотрено правительством шесть дней спустя. После часового обсуждения правительство заявило, что увольнение Пекканена отменено не будет.
С просьбой проявить милосердие к премьер-министру Урхо Кекконену обратился епископ Элис Гулин. Финский писатель, тоже ингерманландец по происхождению, Юхани Конкка издал 32-страничную брошюру в защиту Пекканена. Профсоюз государственных служащих Финляндии заявил, что это опасный прецедент для государственной службы, и встал на сторону Пекканена. Однако Верховный административный суд заявил, что правительство действовало в соответствии с законом.
16 июля Пекканен объявил, что продолжит голодовку, хотя и признал, что она отнимает у него, старика, последние силы, а после трех недель голодовки направил президенту новое обращение. 22 июля 1951 года в новостях сообщили, что Пекканена насильно кормила полиция, на основании того, что самоубийства в Финляндии запрещены. 24 июля правительство провело пресс-конференцию, на которой министр юстиции Теуво Аура заявил, что гражданин не имеет права покончить с собой, объявив голодовку. Аура заявил, что правительство не изменит своего решения, потому что тогда и преступники смогут навязывать свои требования, объявляя голодовки. Пекканен продолжил борьбу и сообщил президенту Паасикиви, что «его дни сочтены» и, что его жизнь находится только в руках президента. Голодовка продолжалась 32 дня. Профсоюз государственных служащих вмешался в ситуацию, организовав специальную следственную комиссию для расследования этого дела, по просьбе которой Пекканен прекратил голодовку, чтобы дать ей возможность провести расследование без какого-либо давления. Начало расследования было расценено прессой как победа профсоюза государственных служащих и Пекканена, который был уже очень слаб и находился в больнице.
1 апреля 1952 года Эмиль Пекканен начал новую голодовку. Работа следственной комиссии была завершена только в начале мая 1952 года — был сделан вывод, что Пекканен пострадал от несправедливости, однако правительство Финляндии проигнорировало его. И лишь через пять недель второй голодовки правительство приняло окончательное решение — Эмилю Пекканену была назначена самая высокая для государственных служащих пенсия, соответствующая его прежней должности и выслуге лет.
Эмиль Пекканен умер 18 ноября 1962 года. Похоронен на кладбище Хиетаниеми в Хельсинки.

## Награды
- Памятная медаль Войны за независимость (Финляндия)
- Крест Свободы II-го класса, 3-й степени (Эстония)
- Крест Белой стены (Республика Северная Ингрия)

## Семья
Эмиль Пекканен был женат на Альфхильде (Alfhild Anna Fredrika) Форстадиус (20.11.1900—29.04.1966) из Тюрисевя (совр. пос. Ушково), дочери адъюнкт-пастора прихода Валкеасаари Альфреда Александра Форстадиуса (1873—1926).
Дети:
- Ева Пекканен (13.06.1925—05.11.2016)[21]
- Раймо Оскари Пекканен[фин.] (09.07.1927—20.01.2021). Профессор трудового права в Хельсинкском университете, затем юридический консультант в Верховном административном суде Финляндии и глава канцелярии Министерства юстиции Финляндии. С 1990 по 1998 год был первым финским судьей в Европейском суде по правам человека[11].
- Пентти Пекканен (27.10.1928—29.04.1966)[21]